# West London Line
La West London Line è una linea ferroviaria a scartamento ordinario che collega Harlesden a nord con Battersea a sud. Essa venne costruita per evitare l'attraversamento del centro di Londra.

## Storia

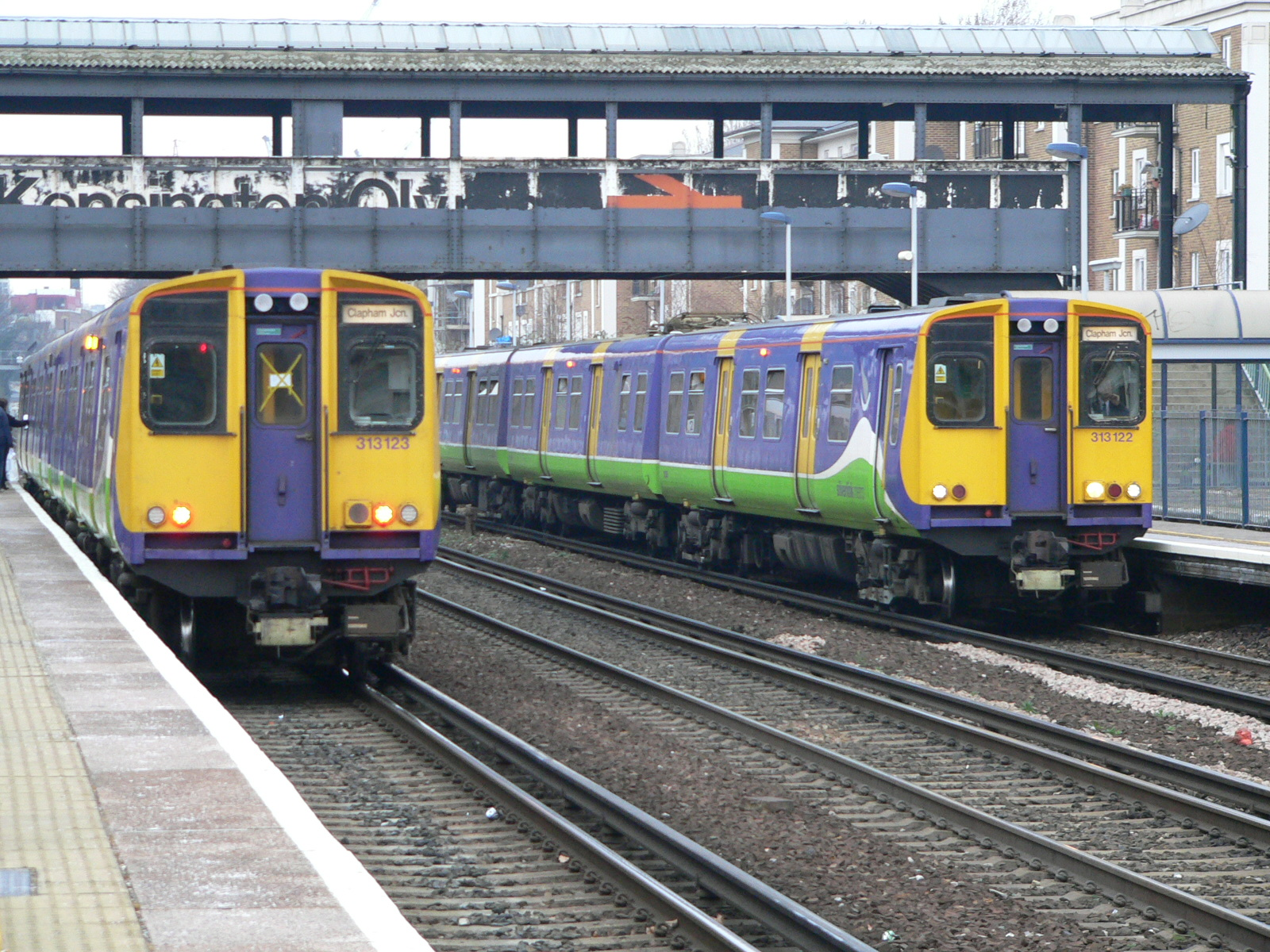
Treni della Silverlink sulla linea West London alla stazione di Kensington (Olympia)

La ferrovia fra Wormwood Scrubs e Shepherds Bush aprì nel 1844. Essa nacque per evitare l'attraversamento di Londra nelle rotte verso ovest, specialmente per il trasporto delle merci e venne operata da: 
- West London Joint Railway (WLJR) di proprietà di Great Western Railway (GWR) e London and North Western Railway (L&NWR)
- West London Extension Joint Railway: GWR/L&NWR/London, Brighton and South Coast Railway (LB&SCR)/London and South Western Railway (L&SWR)

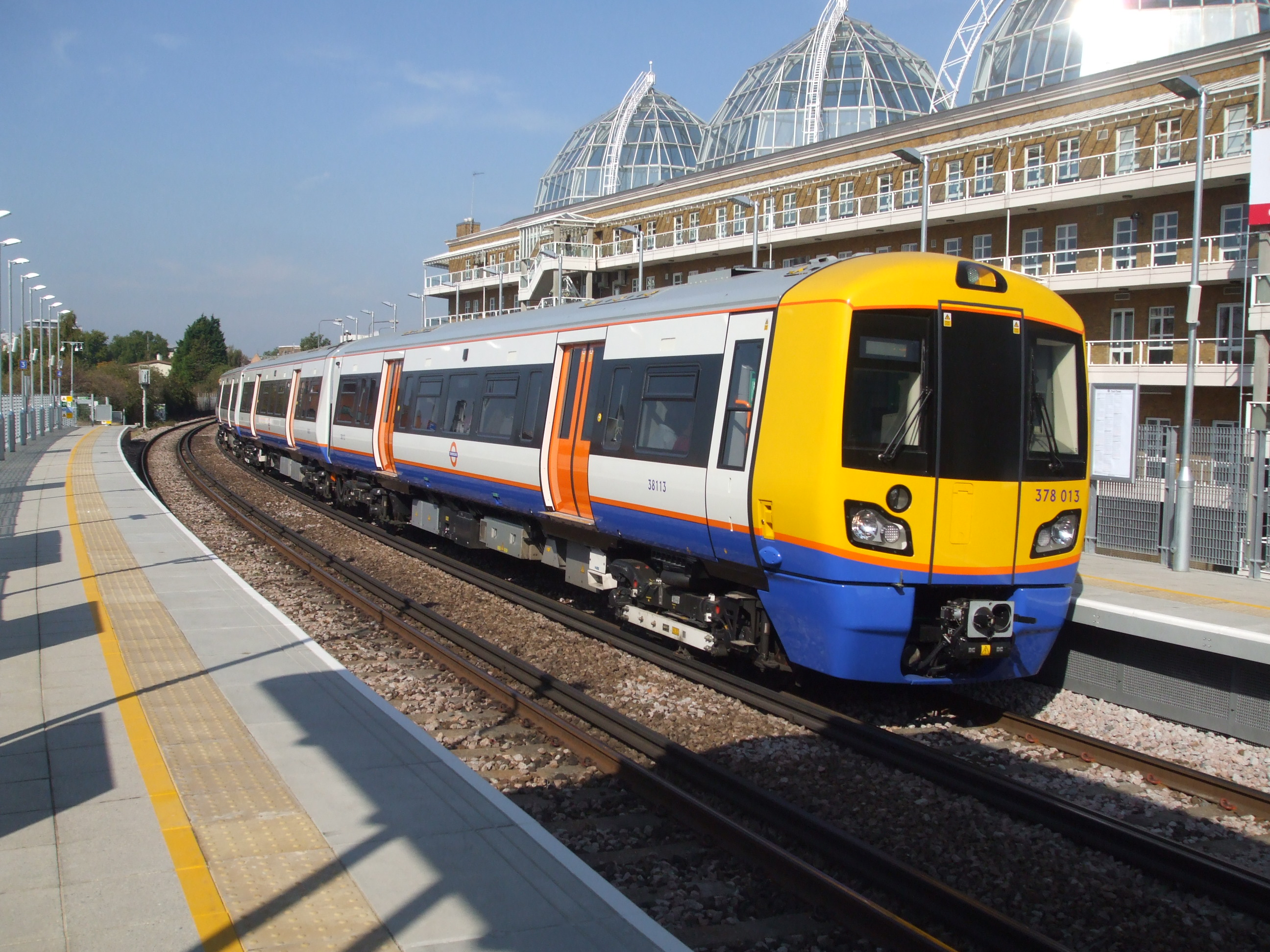
Treno alla stazione di Imperial Wharf.

La West London Railway venne originariamente chiamata Birmingham, Bristol & Thames Junction Railway, autorizzata nel 1836 a costruire una tratta per collegare la London and Birmingham Railway, vicino all'attuale stazione di Willesden Junction, al Kensington Canal Basin. Sui suoi binari vennero realizzate prove per dimostrare l'applicabilità della trazione ad aria compressa ai treni. Queste vennero realizzate dal 1840 al 1843 su di una sezione parallela alla linea, della lunghezza di 400, nei pressi di Wormwood Scrubs; nel frattempo i treni usarono la trazione convenzionale. La costruzione venne ritardata a causa di diversi motivi, sia tecnici che finanziari, ma il 27 maggio 1844 la linea entrò in funzione. Essa non ebbe un successo commerciale e dovette chiudere soltanto dopo pochi mesi il 30 novembre dello stesso anno. Una legge del 1845 autorizzò la Great Western e la London and Birmingham ad operare in affitto sulla West London line ma il servizio passeggeri non venne ristabilito e la linea venne usata soltanto per il trasporto del carbone. Una successiva legge del 1859 autorizzò le compagnie a realizzare un riempimento del canale esistente fra il Kensington basin fino al ponte sotto Kings Road, per costruire la West London Extension Joint Railway per collegare la linea a sud del Tamigi a Clapham Junction. La linea riaprì il 2 marzo 1863 con una nuova stazione a Kensington (oggi Kensington (Olympia)) ed ebbe un buon sviluppo, rimanendo in servizio fino alla fine del XIX secolo.
La sezione nord della linea, da Willesden Junction a Earl's Court via Kensington Olympia, venne elettrificata dalla L&NWR (in seguito parte della London, Midland and Scottish Railway) nel 1915, ma l'utilizzo della linea andò diminuendo con l'entrata in servizio della metropolitana ed i servizi passeggeri vennero chiusi dopo il danneggiamento della guerra nel 1940
La linea rimase in servizio come importante linea merci ed il servizio passeggeri venne ripreso soltanto nel 1994 ad opera del Network SouthEast della British Rail,  passato poi nel 1997, con la privatizzazione delle ferrovie inglesi, alla compagnia Silverlink ed ampliato negli anni successivi, con l'apertura nel 1999 di nuove banchine a West Brompton.
Nel 2007 il servizio è stato rilevato dalla Transport for London ed operato come London Overground, con l'introduzione di nuovo materiale rotabile e l'applicazione del marchio e del tipico colore arancione su tutte le stazioni della linea. Nuove stazioni sono state aperte a Shepherd's Bush nel 2008 e ad Imperial Wharf nel 2009.

## Percorso
|  |  |  | Continuation backward |

| Unknown route-map component "CONTgq" | Unknown route-map component "ABZq+lr" | Tower station on bridge over transverse track | Unknown route-map component "STR+r" |  |

|  | Unknown route-map component "KRWg+l" | Unknown route-map component "KRWgr" | Straight track |  |

|  | Unknown route-map component "KRWgl" | Unknown route-map component "KRWg+lr" | Unknown route-map component "KRWgr" |  |

|  | Unknown route-map component "eXBHF-L" | Unknown route-map component "eXBHF-M" | Unknown route-map component "eXBHF-R" |  |

|  | Straight track | Straight track | Unknown route-map component "CONTl+g" |  |

| Unknown route-map component "CONTgq" | One way rightward | Straight track |  |  |

| Unused transverse waterway | Unused transverse waterway | Unknown route-map component "emKRZo" | Unused transverse waterway | Unused transverse waterway |

| Unknown route-map component "CONTgq" | Unknown route-map component "ABZq+l" | Unknown route-map component "KRZo" | Unknown route-map component "ABZq+rxl" | Unknown route-map component "CONTfq" |

| Unknown route-map component "YRDeq" | One way rightward | Unknown route-map component "ABZg+l" | One way rightward |  |

|  |  | Unknown route-map component "eHST" |

| Unknown route-map component "uCONTgq" | Urban transverse track | Unknown route-map component "mKRZu" | Unknown route-map component "ueABZq+l" | Unknown route-map component "uCONTfq" |

|  |  | Unknown route-map component "emABZg+l" | Unknown route-map component "uexSTRr" |  |

|  |  | Unknown route-map component "eHST" |

|  |  | Stop on track |

| Unknown route-map component "uCONTgq" | Urban transverse track | Unknown route-map component "mKRZo" | Urban transverse track | Unknown route-map component "uCONTfq" |

| Unknown route-map component "exCONTgq" | Unknown route-map component "exSTRq" | Unknown route-map component "eABZg+r" |  |  |

|  | Unknown route-map component "uKBHFa-L" | Unknown route-map component "BHF-R" |  |  |

|  | Unknown route-map component "uSTRl" | Urban transverse track + Unknown route-map component "eABZgl" | Urban transverse track + Unknown route-map component "exLSTRq" | Unknown route-map component "uCONTfq" |

|  |  | Straight track | Unknown route-map component "uSTR+l" | Unknown route-map component "uCONTfq" |

|  |  | Unknown route-map component "BHF-L" | Unknown route-map component "uBHF-R" |  |

| Unknown route-map component "uCONTgq" | Urban transverse track | Unknown route-map component "mKRZo" | Unknown route-map component "uSTRr" |  |

|  |  | Unknown route-map component "eHST" |

|  |  | Stop on track |

| Transverse water | Transverse water | Unknown route-map component "hKRZWae" | Transverse water | Transverse water |

|  |  | Unknown route-map component "eHST" |

|  | Unknown route-map component "STR+l" | Unknown route-map component "ABZgr" |  |  |

|  | Straight track | Unknown route-map component "ABZl+l" | Unknown route-map component "CONT1+r" |  |

|  | Straight track | Unknown route-map component "ABZg+l" | Unknown route-map component "ABZq+l" | Unknown route-map component "CONTfq" |

|  | Unknown route-map component "ABZgl" | Unknown route-map component "KRZo" | Unknown route-map component "ABZqlr" | Unknown route-map component "CONTfq" |

|  | Unknown route-map component "ABZgl" | Unknown route-map component "KRZo" | Unknown route-map component "STR+r" |  |

|  | Unknown route-map component "ABZg+l" | Unknown route-map component "ABZgr" | Straight track |  |

|  | Unknown route-map component "XBHF-L" | Unknown route-map component "XBHF-M" | Unknown route-map component "XBHF-R" |  |

|  | Straight track | Unknown route-map component "ABZgl" | Unknown route-map component "ABZg+r" |  |

|  | Straight track | Straight track | Unknown route-map component "CONTl+g" |  |

|  | Straight track | Unknown route-map component "CONT2+g" |  |  |

|  | Continuation forward |

## Traffico
I treni locali hanno una frequenza di quattro per ora e sono operati da London Overground. Con frequenza oraria treni della Southern vanno da East Croydon (prima Brighton) e Milton Keynes (prima Watford Junction) a Willesden Junction senza fermate intermedie. Due corse giornaliere del Crosscountry da Brighton a Birmingham New Street via Reading sono state sospese nel dicembre 2008. La linea è stata usata da treni Eurostar fra Waterloo International ed il deposito di North Pole Junction prima del novembre 2007.